# 北海道官設鉄道
北海道官設鉄道（ほっかいどうかんせつてつどう）とは、明治時代に北海道庁鉄道部が建設、運営した鉄道である。

## 概要
北海道の鉄道は、1880年（明治13年）に開業した官営幌内鉄道に始まるが、これは北海道開拓使が建設、運営する鉄道であった。しかし、1886年（明治19年）に開拓使が廃止され、北海道庁が置かれると鉄道払い下げの方針が出され、北海道炭礦鉄道が設立されて、1889年（明治22年）に幌内鉄道の路線はこれに譲渡、民営化された。
北海道庁にとっては、開拓の推進ためにも鉄道の建設が不可欠であったが、北海道炭礦鉄道にはその遂行は不可能であると判断され、北海道庁自ら鉄道建設・運営を行う方針が打ち出された。国においても、北海道における鉄道網建設計画を策定していたが、1892年（明治25年）に公布、施行された鉄道敷設法には、北海道における予定線が除外されており、北海道における鉄道建設・運営を北海道庁自ら行なうことを追認した形となった。
1896年（明治29年）には、北海道鉄道敷設法が公布・施行され、北海道庁がその建設にあたることとなった。1898年（明治31年）の滝川 - 空知太間の開業を皮切りに、現在の函館本線、宗谷本線、根室本線（富良野線）等の一部を開業していった。しかし、1905年（明治38年）に鉄道作業局に移管され、北海道庁の管轄を離れて逓信省管轄となり、道外の国有鉄道同様の扱いとなった。

## 歴史
- 1896年（明治29年）

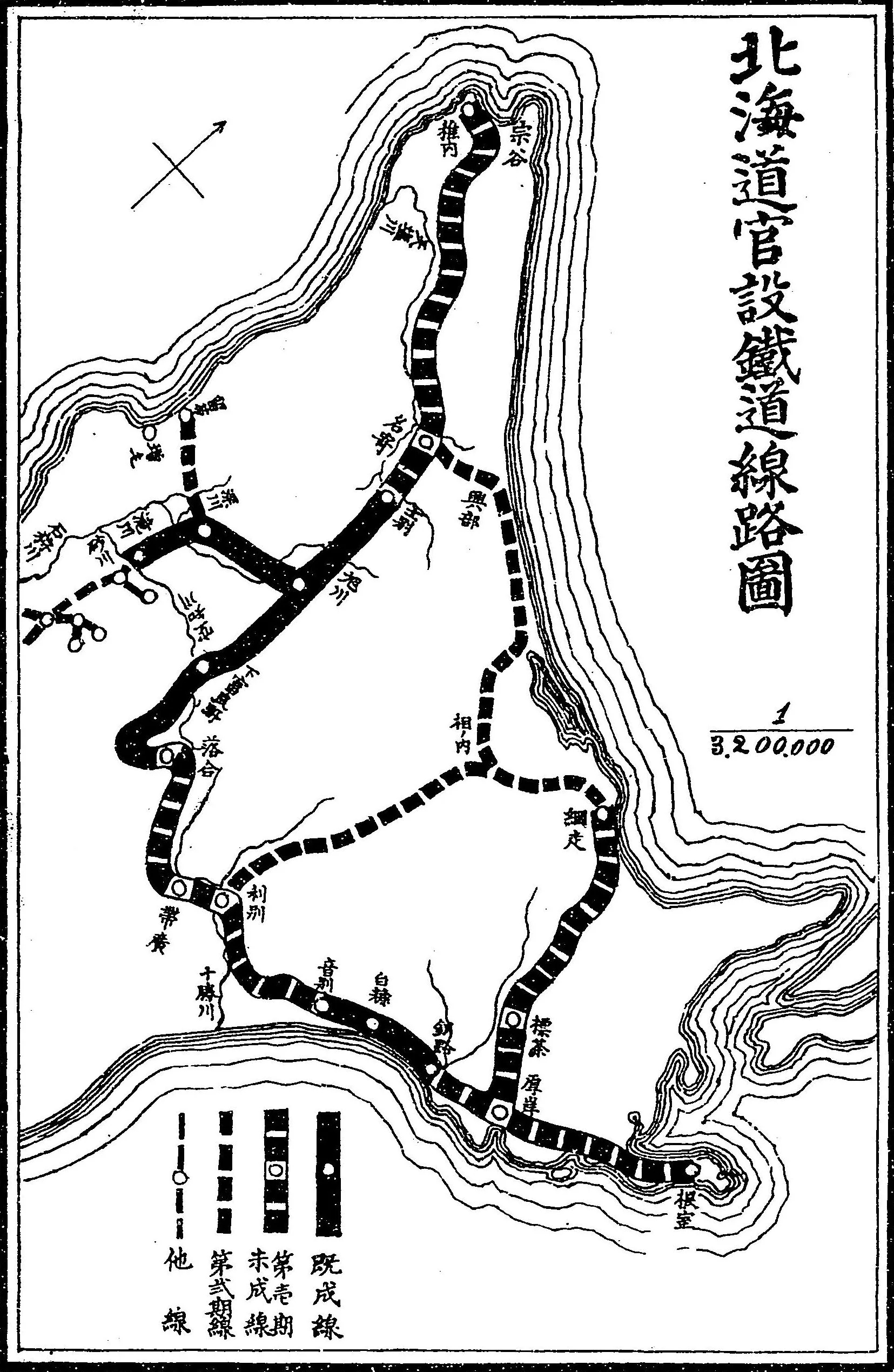
北海道官設鉄道 1906年の路線図

  - 5月8日 - 北海道庁に臨時北海道鉄道敷設部を設置。
  - 5月14日 - 「北海道鉄道敷設法」公布。
- 1897年（明治30年）11月5日 - 臨時北海道鉄道敷設部を廃止し、北海道庁鉄道部を設置。
- 1898年（明治31年）
  - 7月16日　【開業】空知太 - 旭川　【駅新設】滝川、江部乙、妹背牛、深川、納内、伊納（信号停車場）、旭川　【借入】砂川 - 空知太（北海道炭礦鉄道）　【駅廃止】空知太[1]
  - 8月12日　【延伸開業】旭川 - 永山　【駅新設】永山
  - 11月1日 - 北海道庁鉄道部を廃止し、北海道鉄道部を設置。
  - 11月25日　【延伸開業】永山 - 蘭留　【駅新設】比布、蘭留
- 1899年（明治32年）
  - 8月11日　【駅新設】近文（信号停車場）
  - 9月1日　【延伸開業】旭川 - 美瑛　【駅新設】辺別、美瑛
  - 11月15日　【延伸開業】蘭留 - 和寒　【駅新設】和寒　【延伸開業】美瑛 - 上富良野　【駅新設】上富良野
- 1900年（明治33年）
  - 5月11日　【信号停車場→駅】伊納
  - 8月1日　【延伸開業】上富良野 - 下富良野　【駅新設】中富良野、下富良野
  - 8月5日　【延伸開業】和寒 - 士別　【駅新設】剣淵、士別
  - 9月18日　【線路名称設定】上川線空知太 - 旭川、天塩線旭川 - 士別（ - 宗谷）(*1)、十勝線旭川 - 下富良野（ - 帯広）、釧路線（帯広 - 釧路）、根室線（釧路 - 根室）、網走線（厚岸 - 網走）
  - 10月1日 - 釧路出張所を設置[2]。
  - 12月2日　【延伸開業】十勝線下富良野 - 鹿越　【駅新設】山部（信号停車場）、金山、鹿越
- 1901年（明治34年）
  - 4月1日　【信号停車場→駅】山部
  - 7月20日　【開業】釧路線釧路 - 白糠　【駅新設】釧路、大楽毛、庶路、白糠
  - 9月3日　【延伸開業】十勝線鹿越 - 落合　【駅新設】落合
  - 12月5日　【駅新設】神居古潭（簡易停車場）
- 1902年（明治35年）12月6日　【駅新設】幾寅
- 1903年（明治36年）
  - 3月1日　【延伸開業】釧路線白糠 - 音別　【駅新設】音別
  - 9月3日　【延伸開業】天塩線士別 - 名寄　【駅新設】多寄、風連、名寄
  - 12月25日　【延伸開業】釧路線音別 - 浦幌　【駅新設】厚内、浦幌
- 1904年（明治37年）
  - 8月12日　【延伸開業】釧路線浦幌 - 豊頃　【駅新設】豊頃
  - 12月15日　【延伸開業】豊頃 - 利別　【駅新設】池田、利別
- 1905年（明治38年）
  - 3月31日 - 北海道庁鉄道部廃止。
  - 4月1日 - 逓信省札幌鉄道作業局出張所へ移管。

(*1)　括弧書きは予定区間

## 路線・駅一覧
下記は、国有鉄道（鉄道作業局）編入直前（1905年3月31日）における開業路線及び駅（停車場）の一覧である。
上川線（かみかわせん）：空知太 - 旭川(36.2M)・北海道炭礦鉄道借入：砂川 - 空知太(3.0M) - 現在の函館本線の一部
（砂川駅） - （空知太駅）(*2) - 滝川駅 - 江部乙駅 - 妹背牛駅 - 深川駅 - 納内駅 - 神居古潭簡易停車場 - 伊納駅 - 近文信号停車場 - 旭川駅
天塩線（てしおせん）旭川 - 名寄(47.2M) - 現在の宗谷本線の一部
旭川駅 - 永山駅 - 比布駅 - 蘭留駅 - 和寒駅 - 剣淵駅 - 士別駅 - 多寄駅 - 風連駅 - 名寄駅
十勝線（とかちせん）：旭川 - 落合(67.3M) - 現在の富良野線及び根室本線の一部
旭川駅 - 辺別駅 - 美瑛駅 - 上富良野駅 - 中富良野駅 - 下富良野駅 - 山部駅 - 金山駅 - 鹿越駅 - 幾寅駅 - 落合駅
釧路線（くしろせん）釧路 - 利別(67.0M) - 現在の根室本線の一部
釧路駅 - 大楽毛駅 - 庶路駅 - 白糠駅 - 音別駅 - 厚内駅 - 浦幌駅 - 豊頃駅 - 池田駅 - 利別駅
(*2)　空知太駅については、北海道官設鉄道開業時に廃止され、北海道炭礦鉄道・北海道官設鉄道の分界点として残った。この分界点の名称は当初は空知太であったようだが、1901年度以降の年報には空知川と記載されている。
下富良野駅（現在の富良野駅） - 落合駅間は2024年4月1日付で廃止された。

## 輸送・収支実績
| 年度 | 旅客人員 | 貨物噸  | 営業収入  | 営業費    | 益金      | 開業線路（哩） |
| ---- | -------- | ------- | --------- | --------- | --------- | -------------- |
| 1898 | 141,225  | 28,437  | 79,370    | 142,688   | ▲ 63,318  | 50.31          |
| 1899 | 355,365  | 85,447  | 240,971   | 315,137   | ▲ 74,166  | 83.42          |
| 1900 | 484,911  | 164,537 | 395,874   | 465,348   | ▲ 69,474  | 126.28         |
| 1901 | 477,853  | 143,461 | 442,209   | 609,339   | ▲ 167,130 | 154.13         |
| 1902 | 495,383  | 211,990 | 608,180   | 685,465   | ▲ 77,285  | 164.13         |
| 1903 | 530,091  | 247,956 | 747,373   | 861,473   | ▲ 114,100 | 198.69         |
| 1904 | 611,518  | 350,505 | 1,038,370 | 1,024,783 | 13,587    | 217.50         |

- 『逓信省年報. 第19』（国立国会図書館デジタルコレクション）

## 車両

### 蒸気機関車
番号は便宜的に全てアラビア数字で記しているが、1号から9号までの現車への標記は漢数字で、前面へは漢数字のみを丸形のプレートに、側面へは切り抜き文字で「號四」のように標記していた。形式のアルファベットは、Bが車軸配置2-6-0(1C)形のテンダ機関車、Cが車軸配置0-6-0(C)形のテンダ機関車、Dが車軸配置2-6-2(1C1)形のタンク機関車、Eが車軸配置0-6-0(C)形のタンク機関車を意味し、それぞれの登場順に数字を付している。また、これらは国有鉄道（鉄道作業局）編入後に、鉄道作業局の形式に準じた形式が与えられ、1909年の鉄道院の形式称号制定まで使用された。
- B1形 - 1 - 3 - （1896年米ボールドウィン製）鉄道作業局Ea形 → 鉄道院7400形（7400 - 7402）
- C1形 - 4, 5 - （1887年米ボールドウィン製）旧釧路鉄道「進善」「長安」（1897年譲受）鉄道作業局Eb形 → 鉄道院7000形（7000, 7001）
- D1形 - 6, 7 - （1897年米ボールドウィン製）鉄道作業局Ba形 → 鉄道院3010形（3010, 3011）
- D2形 - 8, 9, 12 - （1899年米ボールドウィン製）鉄道作業局Bb形 → 鉄道院3000形（3000 - 3002）
- E1形 - 10 - （1886年英ダブス社製。旧西成鉄道3を1900年譲受）鉄道作業局Bc形 → 鉄道院1150形（1153）
- B2形 - 11 - （1889年米H.K.ポーター製）旧北海道炭礦鉄道形式イ7（1899年譲受）鉄道作業局Ec形 → 鉄道院7100形（7100）
- B3形 - 13 - 16 - （1900年米ブルックス製）鉄道作業局Ed形 → 鉄道院7270形（7270 - 7273）
- B4形 - 17 - 22 - （1902年米ロジャーズ製）鉄道作業局Ee形 → 鉄道院7350形（7350 - 7355）
- B5形 - 23 - 26 - （1902年米ボールドウィン製）鉄道作業局Ee形 → 鉄道院7300形（7300 - 7303）
- B6形 - 27 - 30, 34, 35 - （1903年、1904年米ボールドウィン製）鉄道作業局Ef形 → 鉄道院7500形（7500 - 7505）
- B7形 - 31 - 33 - （1904年米アメリカン・ロコモティブ製）鉄道作業局Ef形 → 鉄道院7550形（7550 - 7552）
- B8形 - 36, 37 - （1905年汽車製造製）鉄道作業局Ef形 → 鉄道院7270形（7274, 7275）

### 客車
引継時は42両。1910-1911年作成の『客車略図』では北海道官設鉄道所属の客車は合計137両。残り95両は1905年以降に新造または本州から転属したものと見られる。

#### 単車
- ほ1-4　4両（引継時は2両） 月島工場製　定員26/24人　鉄道院フロ840-843（形式840） 二等車（手用制動機附）形式図
- へ1-10　10両（引継時は2両） 月島工場製　定員41/39人　鉄道院フハ3384-3393（形式3384） 三等車（手用制動機附）形式図
- よさ11-50　40両（1908年新造） 不明　定員不明　鉄道院フハ3394-3433（形式3394） 三等車（手用制動機附）形式図なし
- とち1-3　3両（当初4両あり1両は1903年焼失）　三等郵便手荷物緩急車へとち1-3を1903年改造（とち）したもの。　月島工場製　鉄道院ユニ3963-3965（形式3963） 郵便手荷物緩急車　形式図
- とちり1-4　4両 三等車へ3-6（初代）を1903年郵便緩急車とち1-4へ改造しさらに郵便手荷物緩急車（とちり）に改造したもの。　月島工場製　鉄道院ユニ3976-3979（形式3976） 郵便手荷物緩急車　形式図
- ヨリ1-45 45両（1908年新造）神戸工場製　鉄道院ニ4344-4388（形式4344） 手荷物緩急車　形式図なし

#### ボギー車
- ろは1.2　2両　北海道鉄道部工場製　定員二等16人三等46人　鉄道院フホロハ5940.5941（形式5940）二三等車（手用制動機附）形式図
- ろは3-10　8両　平岡、東京機械、旭川、月島製　定員二等16/14人三等48/44人　鉄道院フホロハ5942-5949（形式5945）二三等車（手用制動機附）形式図
- ろは11-13　3両　東京車輌製造所製　定員二等18/16人三等60/56人　鉄道院フホロハ5950-5952（形式5945）二三等車（手用制動機附）形式図
- は1.2　2両　北海道鉄道部工場製　定員72人　鉄道院フホハ7905.7906（形式7905）三等車（手用制動機附）形式図
- は6-21　16両　平岡、東京機械、旭川、月島、日車製　定員92/84人　鉄道院フホハ7907-7922（形式7905）三等車（手用制動機附）形式図

定員の後者は冬期間
リンク先は国立国会図書館デジタルコレクションの『客車略図 』

### 車両数の推移
| 年度 | 機関車 | 客車 | 貨車 |
| ---- | ------ | ---- | ---- |
| 1898 | 7      | 12   | 108  |
| 1899 | 9      | 17   | 127  |
| 1900 | 12     | 20   | 205  |
| 1901 | 16     | 30   | 286  |
| 1902 | 20     | 31   | 351  |
| 1903 | 24     | 39   | 539  |
| 1904 | 31     | 42   | 627  |

- 『逓信省年報. 第19』（国立国会図書館デジタルコレクション）

## 北海道庁鉄道部長
- （心得）小山友直 道庁鉄道技師：1900年2月8日 - 3月28日
- 国沢能長 道庁鉄道技師：1900年3月28日 -